# Maria Jakub Próchniewski

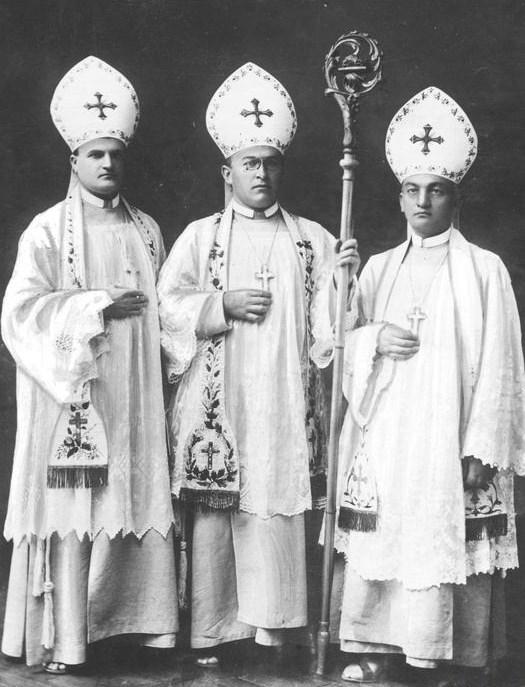
Od lewej: biskupi Maria Jakub Próchniewski, Maria Michał Kowalski i Maria Andrzej Gołębiowski.

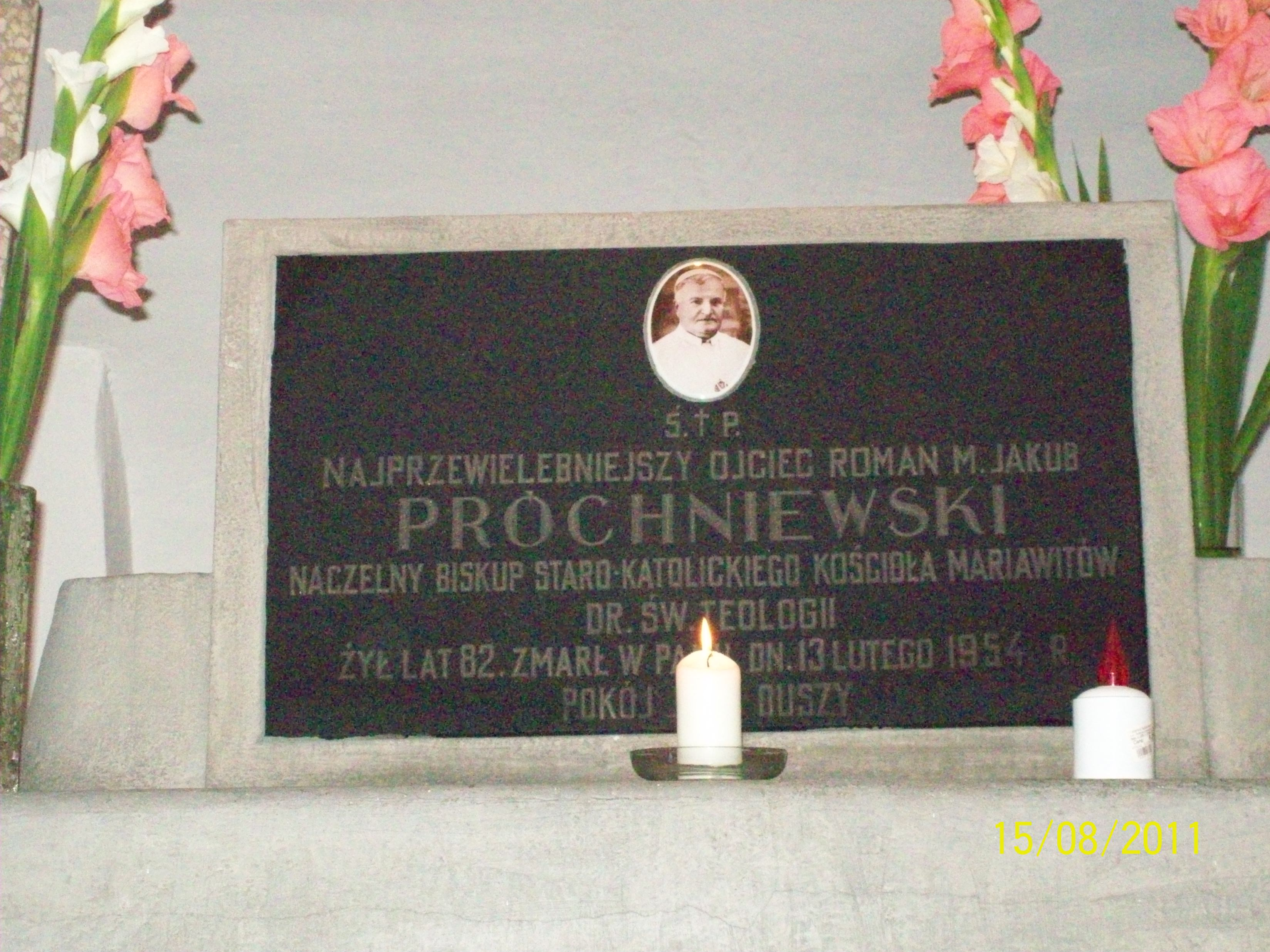
Tablica nagrobna bpa Próchniewskiego w Świątyni Miłosierdzia i Miłości w Płocku

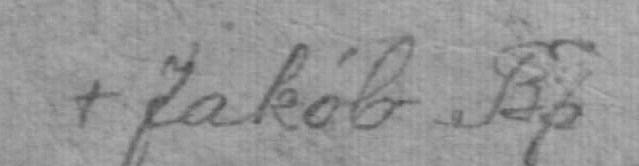
Podpis bpa. Romana Marii Jakuba Próchniewskiego

Bp Roman Maria Jakub Próchniewski (ur. 29 lutego 1872, zm. 13 lutego 1954 w Płocku) – biskup naczelny Kościoła Starokatolickiego Mariawitów w latach 1945–1953.
Ukończył Cesarską Rzymskokatolicką Akademię Duchowną w Petersburgu. Był profesorem Seminarium Duchownego w Lublinie, a od 1903 prowincjałem dla mariawitów okręgu lubelskiego. W 1906 objął obowiązki proboszcza parafii mariawickiej w Płocku. Od kapituły w 1907 był wikariuszem generalnym. Został konsekrowany na biskupa 4 września 1910 w Łowiczu. Był kaznodzieją, spowiednikiem założycielki mariawityzmu bł. Marii Franciszki Kozłowskiej i autorem artykułów o tematyce teologicznej i mariawickiej. Z jego pomocy korzystała bł. Maria Franciszka Kozłowska przy pisaniu swoich tekstów. W latach 1945–1953 pełnił funkcję biskupa naczelnego Kościoła Starokatolickiego Mariawitów. Napisał książkę o Mateczce (bł. Marii Franciszce Kozłowskiej) pt. Żywot Przeczystej Pani i objawione jej Dzieło Miłosierdzia. Był głównym konsekratorem biskupa Zygmunta Szypolda - Zwierzchnika Polskiego Kościoła Starokatolickiego.